# أندريا موريس
أندريا موريس هي ممثلة كندية، ولدت في 10 يوليو 1983 بتورونتو في كندا.

## وصلات خارجية
- أندريا موريس على موقع IMDb (الإنجليزية)
- أندريا موريس على موقع أول موفي (الإنجليزية)
- أندريا موريس على موقع قاعدة بيانات الفيلم (الإنجليزية)